# Hennadij Horbenko
Hennadij Horbenko (ukr. Геннадій Горбенко, ur. 22 września 1975 w Dniepropetrowsku, zm. 28 marca 2025 tamże) – ukraiński lekkoatleta specjalizujący się w biegach płotkarskich i sprinterskich, olimpijczyk (2000).
Na arenie międzynarodowej odniósł następujące sukcesy:
| Rok  | Miejsce | Zawody                              | Konkurencja        | Pozycja       | Wynik   |
| ---- | ------- | ----------------------------------- | ------------------ | ------------- | ------- |
| 1994 | Lizbona | mistrzostwa świata juniorów         | bieg na 400 m ppł  | złoty medal   | 50,56   |
| 1999 | Zagrzeb | światowe wojskowe igrzyska sportowe | sztafeta 4 × 100 m | srebrny medal | 40,10   |
| 2000 | Sydney  | letnie igrzyska olimpijskie         | bieg na 400 m ppł  | 8. miejsce    | 49,01   |
| 2003 | Daegu   | letnia uniwersjada                  | sztafeta 4 × 400 m | złoty medal   | 3:03,15 |

Dziewięciokrotny złoty medalista mistrzostw Ukrainy w biegu na 400 m ppł (1994, 1995, 1999, 2000, 2001, 2002, 2003, 2004, 2005).
Rekordy życiowe
- na stadionie

- biegu na 400 m – 46,89 (29 maja 2004, Kijów)
- biegu na 400 m ppł – 48,40 (25 września 2000, Sydney)

- w hali

- biegu na 400 m – 48,02 (23 lutego 2003, Sumy)